# Ectropis indistincta
Ectropis indistincta är en fjärilsart som beskrevs av George Francis Hampson 1891. Ectropis indistincta ingår i släktet Ectropis och familjen mätare. Inga underarter finns listade i Catalogue of Life.